# Elizabeth Loftus

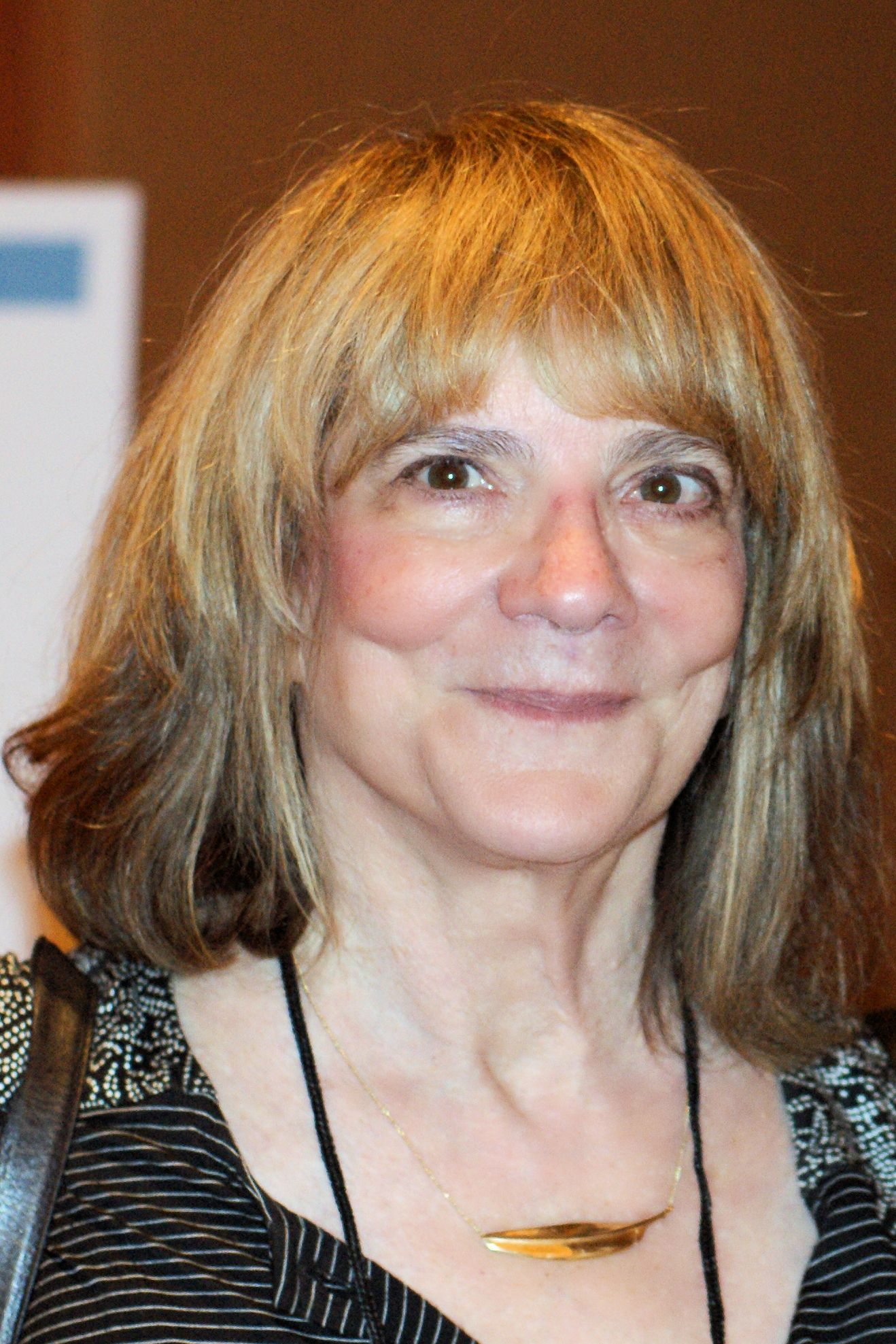
Elizabeth Loftus

Elizabeth F. Loftus (ur. 16 października 1944) – amerykańska psycholog, specjalizująca się w badaniach nad pamięcią. Prowadzone przez nią badania dotyczyły pamięci świadków zdarzeń, fałszywych wspomnień oraz efektu dezinformacji. Loftus należy do grona najbardziej wpływowych psychologów XX wieku.

## Eksperyment dotyczący pamięci świadków wypadku
W 1974 r. wspólnie z Johnem C. Palmerem opublikowała artykuł naukowy przedstawiający wyniki klasycznego już eksperymentu nad pamięcią świadków wypadku samochodowego. Wyniki tego eksperymentu świadczyły o ograniczonej wiarygodności świadków zdarzeń oraz o potencjalnie dużej możliwości manipulacji pamięcią osób, które były tylko obserwatorami.

## Ważniejsze książki
- The Myth of Repressed Memory (współautor: K. Ketcham) (1994)
- Witness for the Defense; The Accused, the Eyewitness, and the Expert Who Puts Memory on Trial (współautor: K. Ketcham) (1991)
- Cognitive Processes (współautorzy: L. E. Bourne, R. L. Dominowski) (1979)
- Eyewitness Testimony (1979)

## Ważniejsze artykuły naukowe
- E. F. Loftus, J. C. Palmer, Reconstruction of automobile destruction: An example of the interaction between language and memory, Journal of Verbal Learning and Verbal Behavior, 13(5), 1974, s. 585-589.